# Yardley
Yardley  è una borough degli Stati Uniti d'America, nella contea di Bucks nello Stato della Pennsylvania. Secondo il censimento del 2010 la popolazione è di 2.434 abitanti.

## Società

### Evoluzione demografica
La composizione etnica vede una maggioranza di quella bianca (93,63%), seguita dagli afroamericani (3,44%) dati del 2000.
| borough di Yardley Popolazione |       |
| 2000                           | 2.498 |
| 2010                           | 2.434 |